# Ageniella
Ageniella es un género de avispas araña que anidan en el barro de la familia Pompilidae.

## descripción
Las avispas cazadoras de tarántulas del género Ageniella son más pequeñas y delgadas que muchas otras, aunque estas proporciones son compartidas por los miembros de la tribu Ageniellini. Algunas especies individuales son de color rojizo/rosado, como Ageniella conflicta. Del mismo modo, la mayoría tiene bandas en las alas. Las alas pueden ser ahumadas o claras, las ahumadas tienen las bandas y las claras carecen de esta característica.

## distribución
Las especies de Ageniella se encuentran en los reinos neotropical, neártico, paleártico e indomalayo.

## habitad
Áreas abiertas, campos, prados, a veces cerca de edificios.

## nidos
Con forma de trompeta (o dedal), provista de una araña cada una, y que contiene un huevo.

## subgéneros
- Ageniella (subgenero)
- Ameragenia
- Leucophrus
- Nemagenia
- Priophanes

## galeria

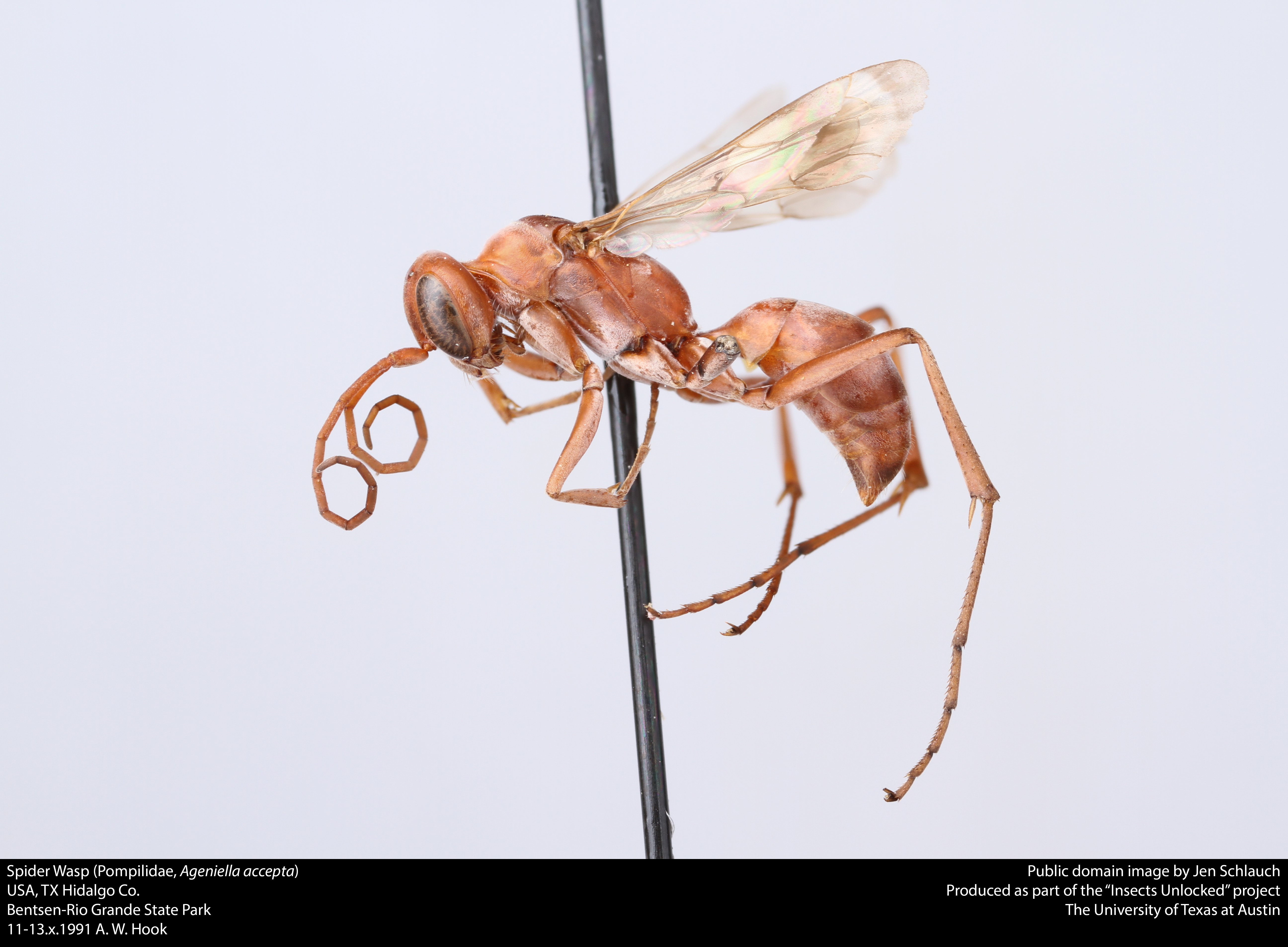
A. accepta (hembra)
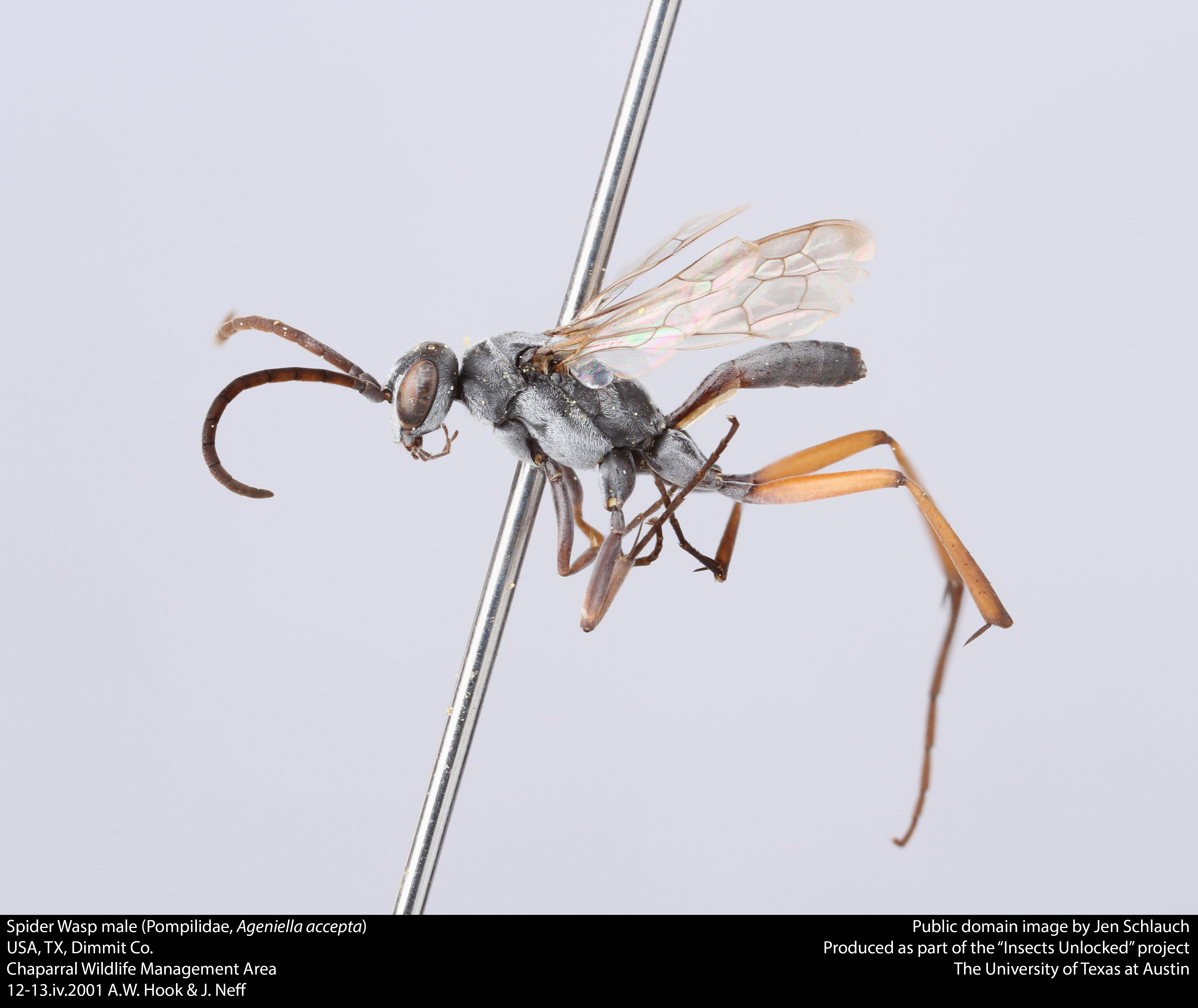
A. accepta (macho)
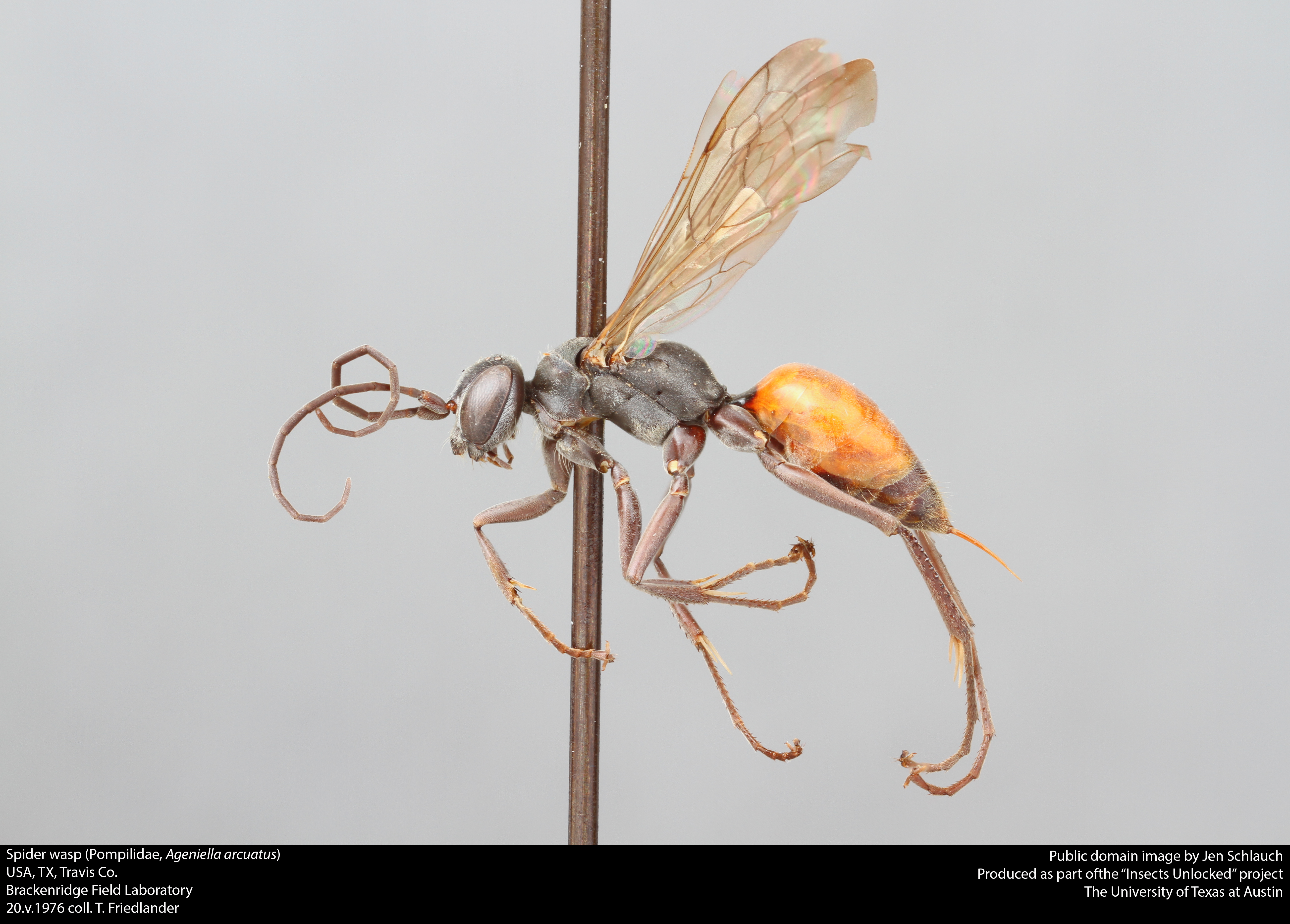
A. arcuata (hembra)
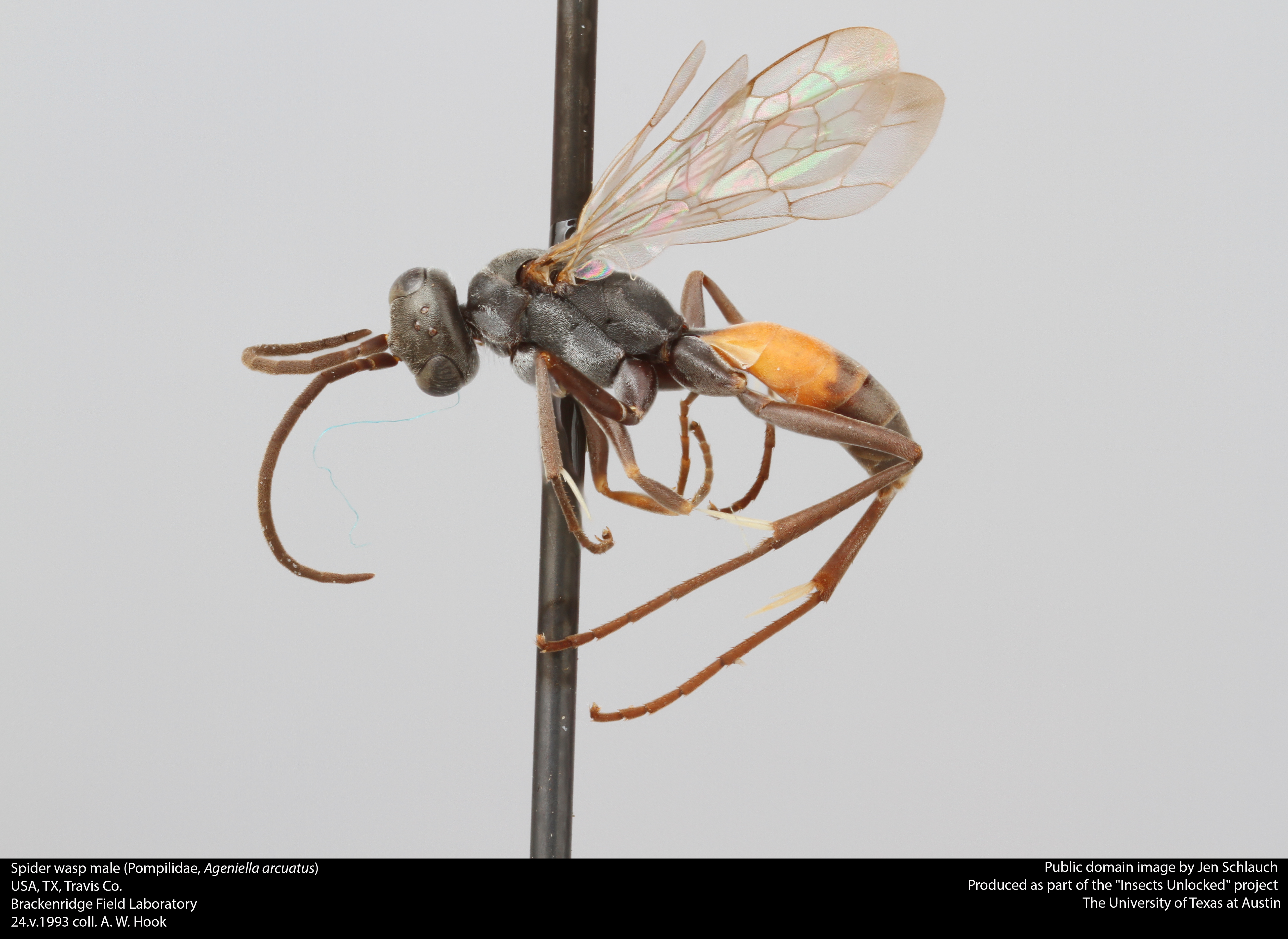
A. arcuata (macho)
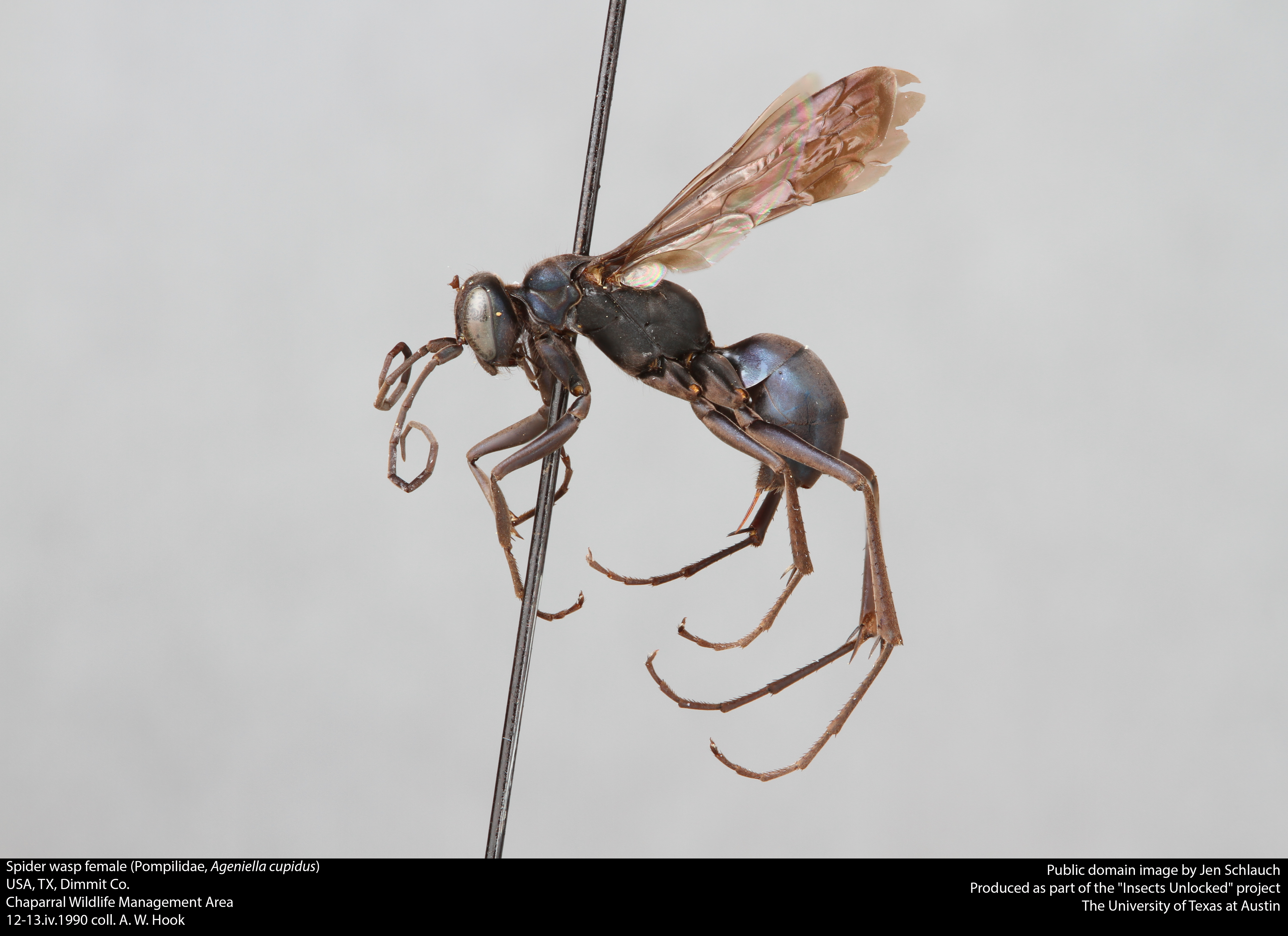
A. cupida (hembra)
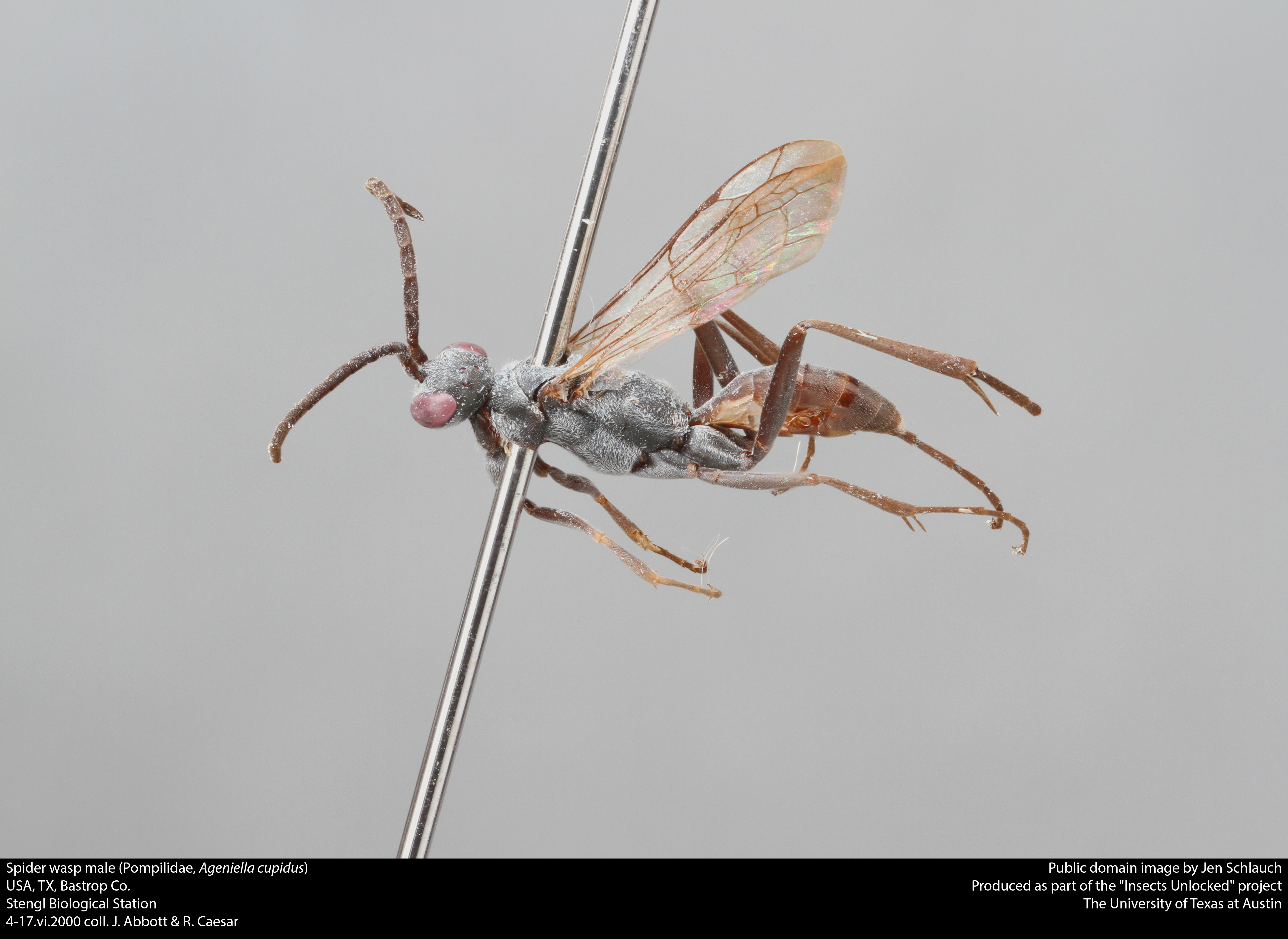
A. cupida (maCHO)
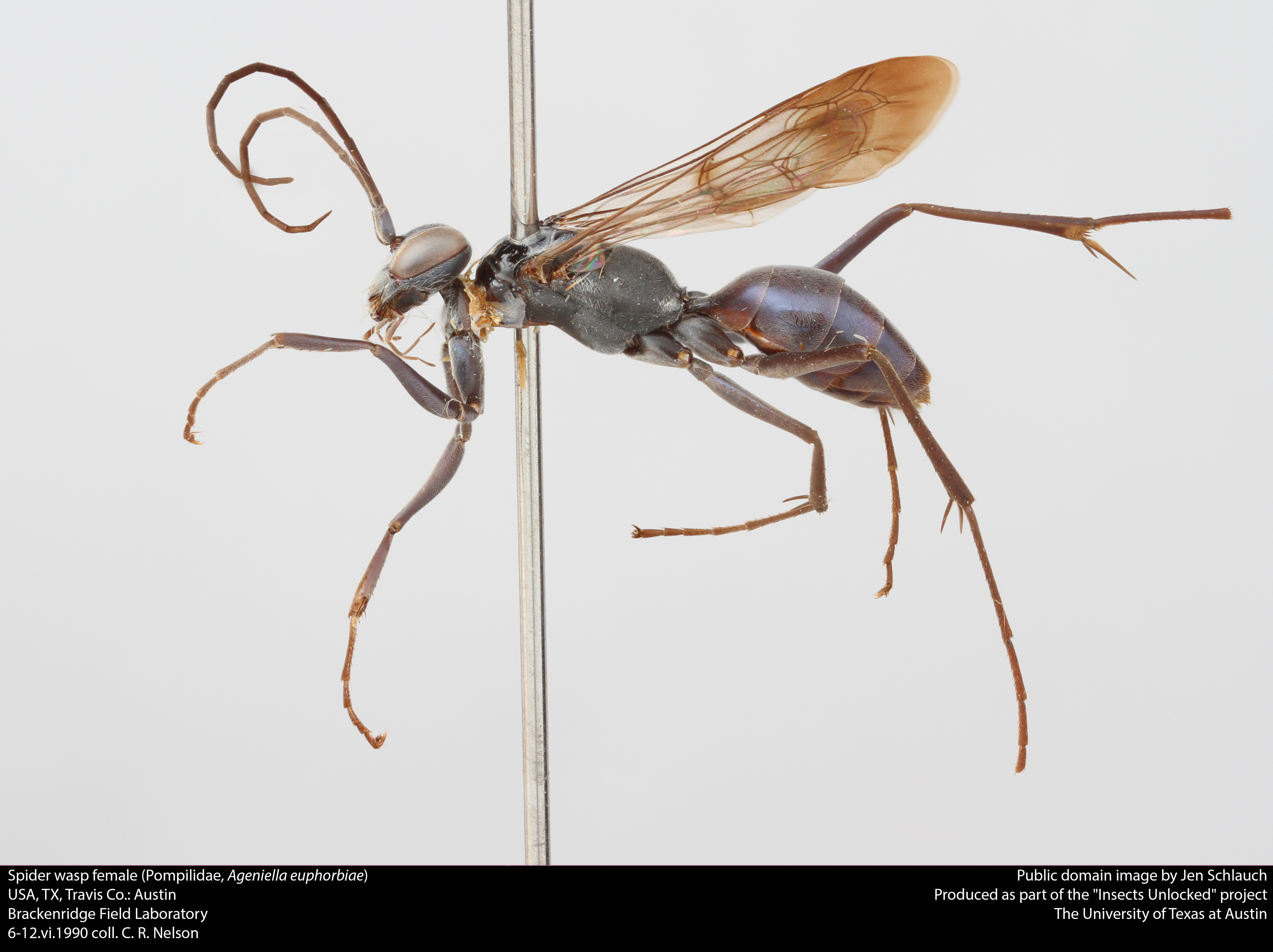
A. euphorbiae (hembrA)
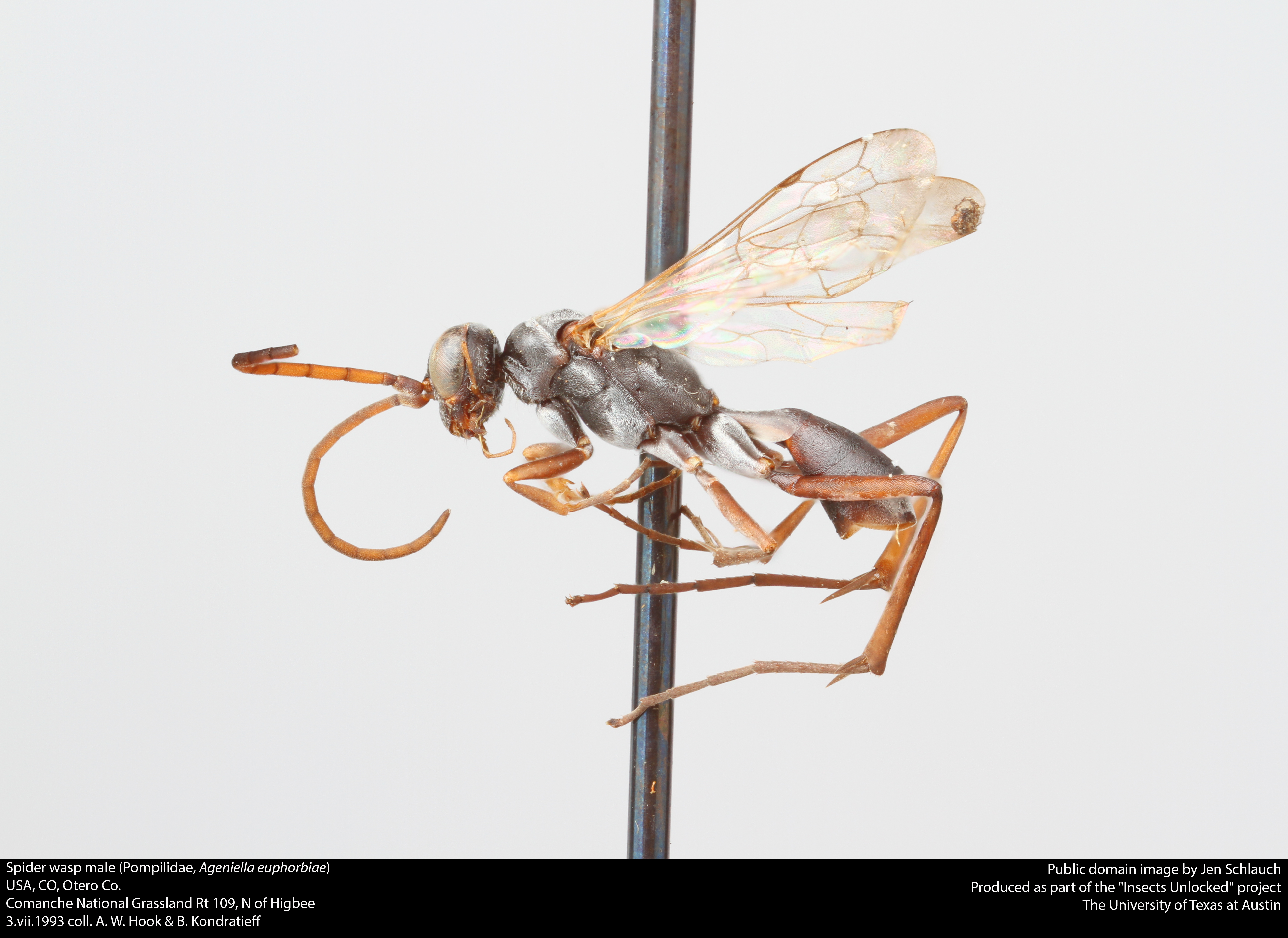
A. euphorbiae (macho)
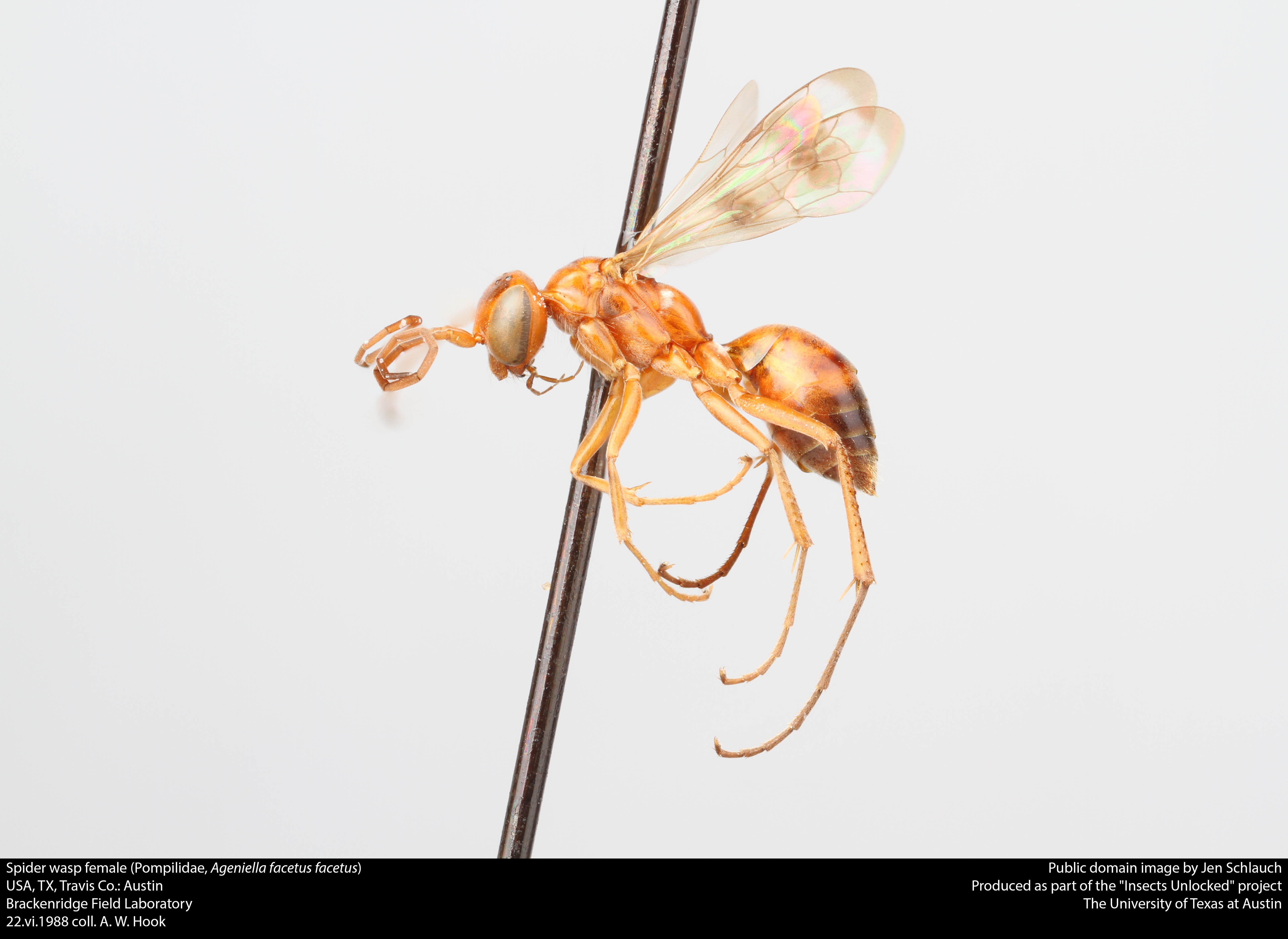
A. faceta faceta (hembra)
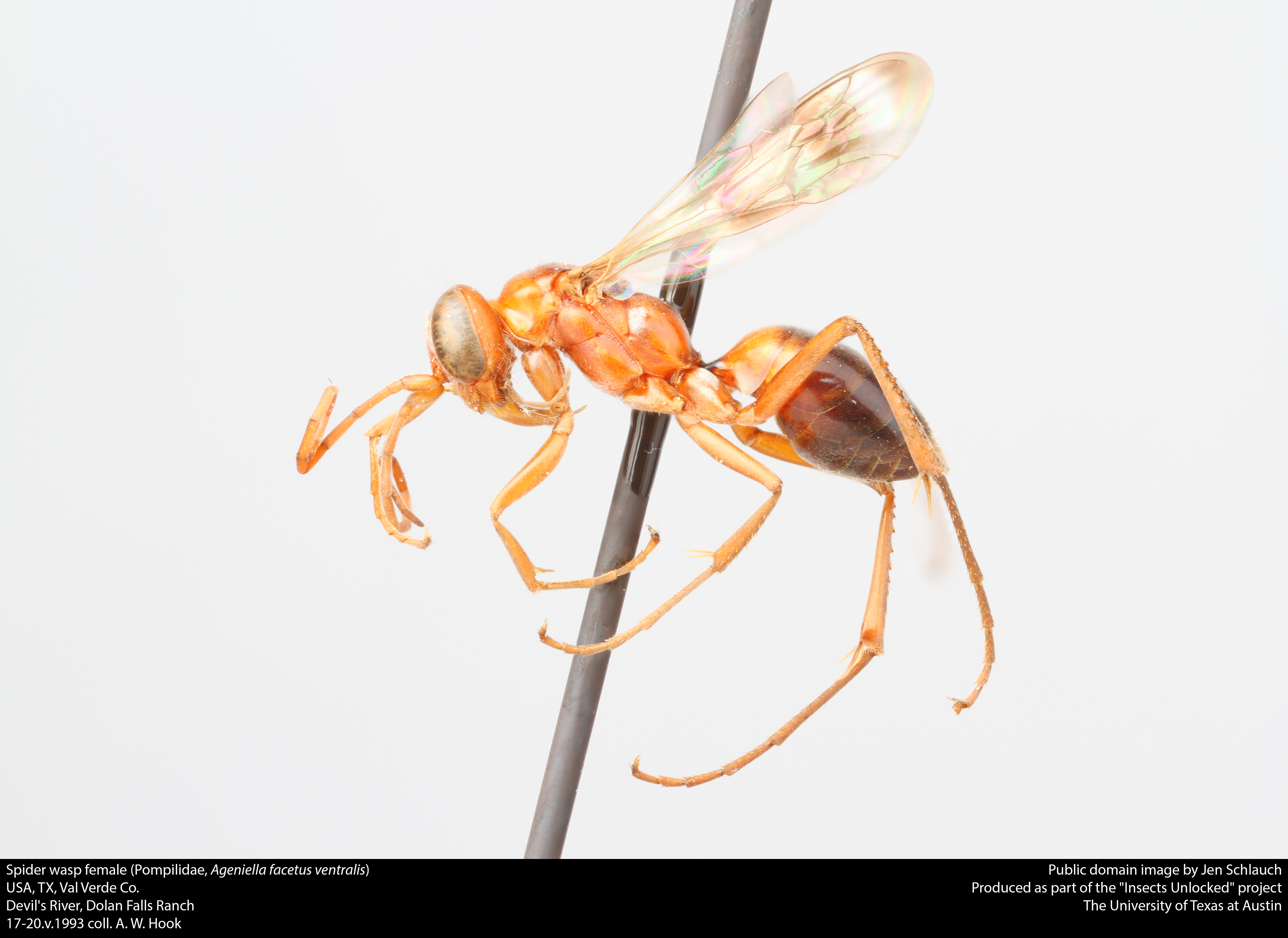
A. faceta ventralis (hembra)
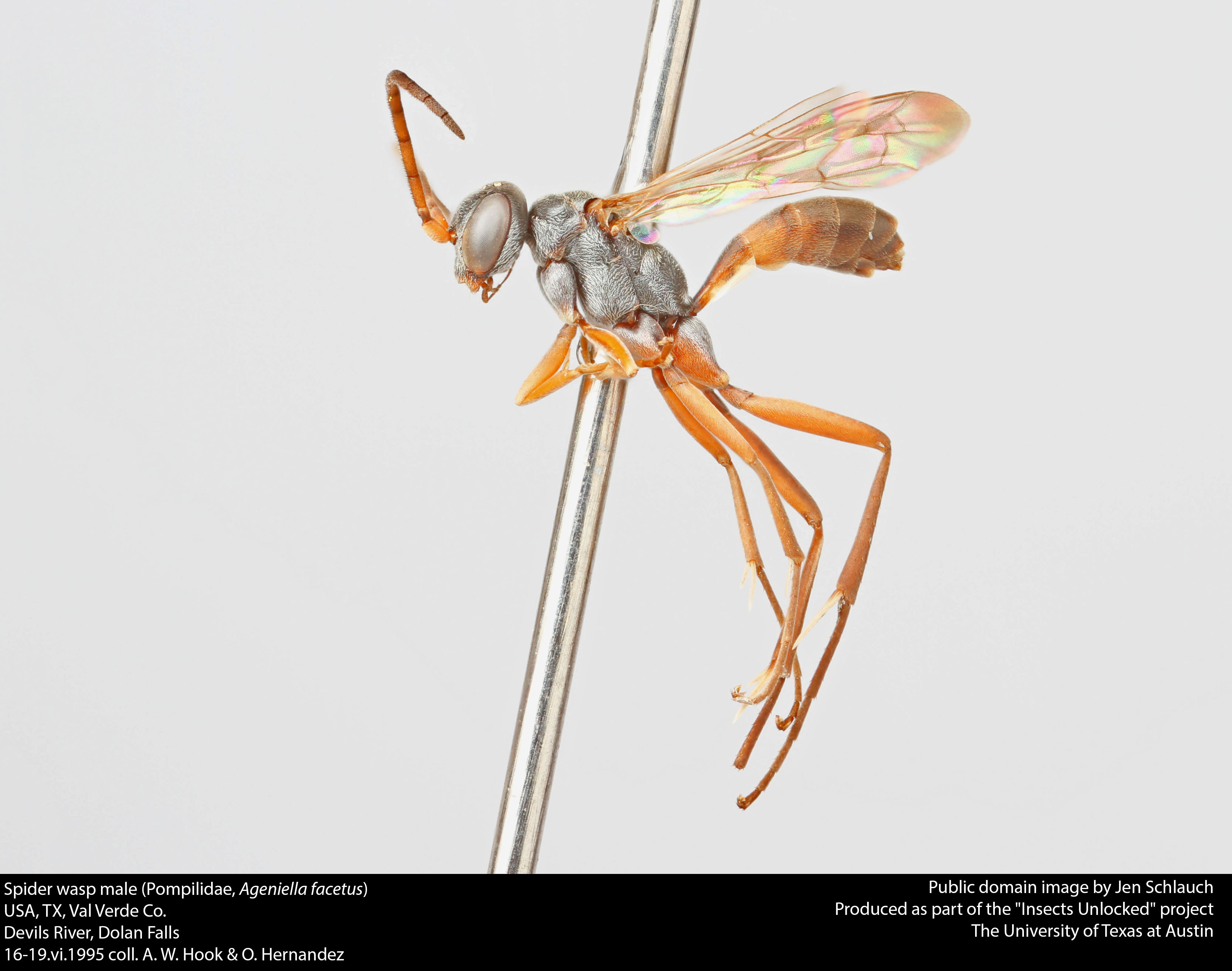
A. faceta (macho)
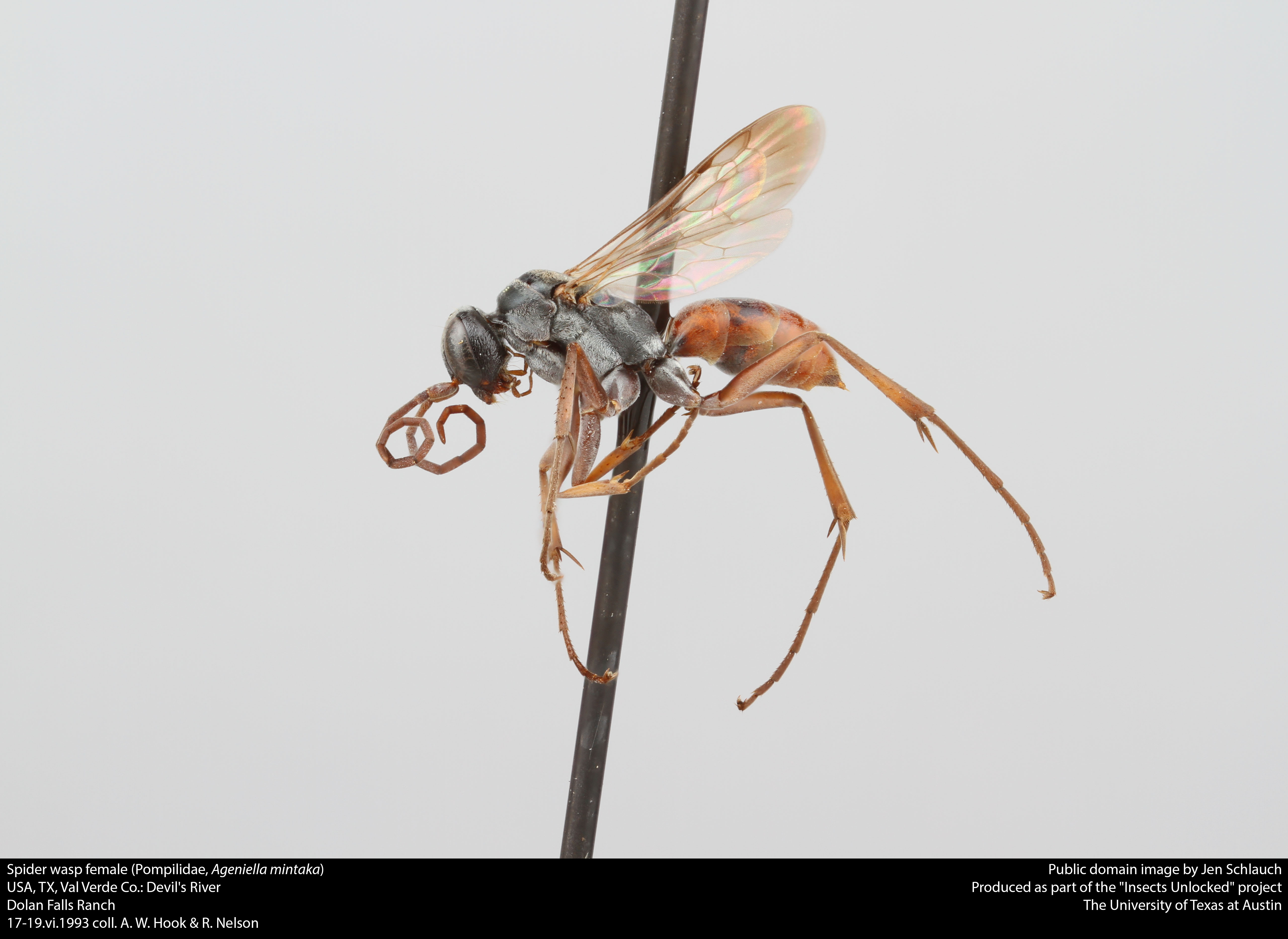
A. mintaka (hembra)
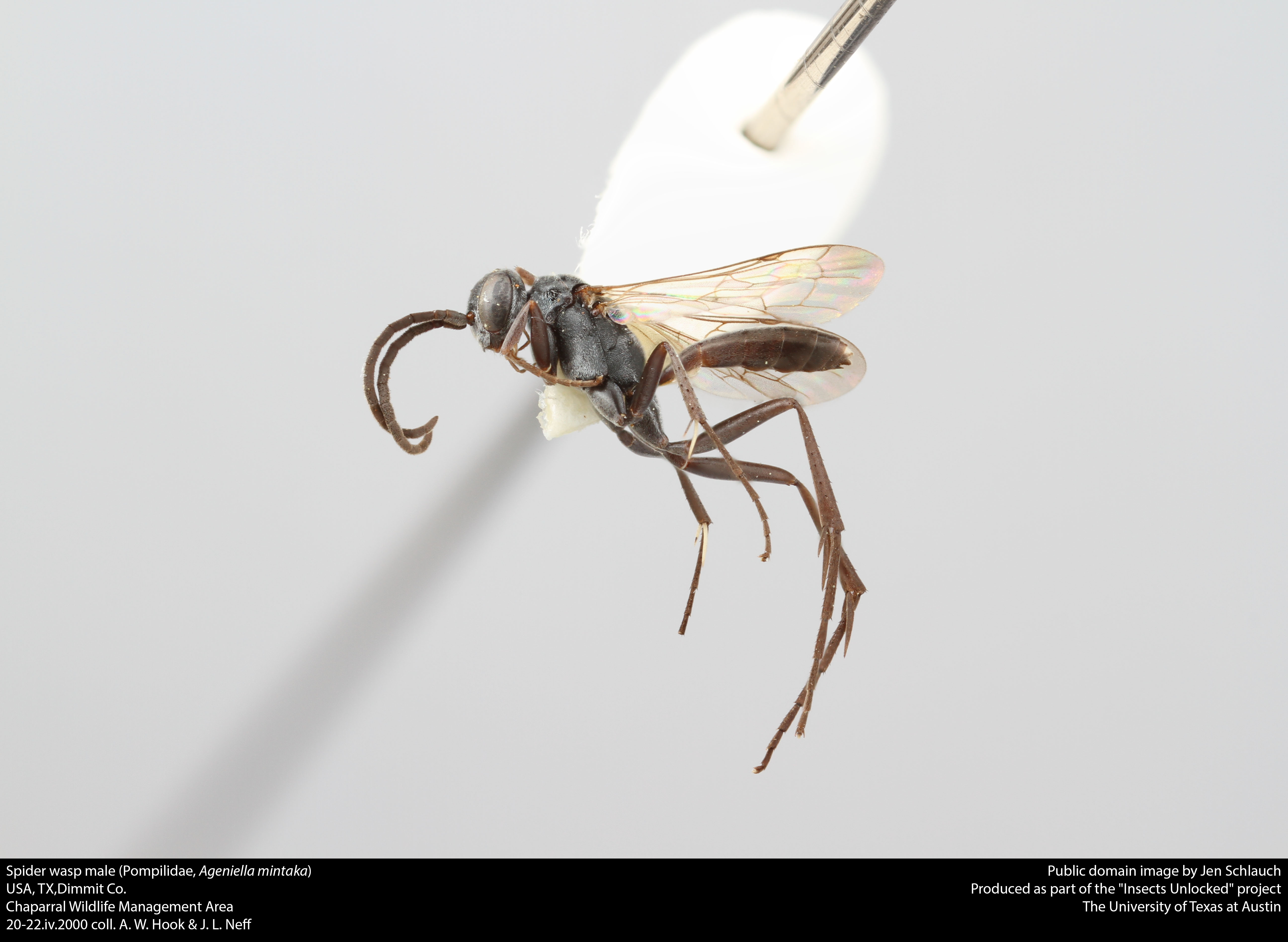
A. mintaka (macho)
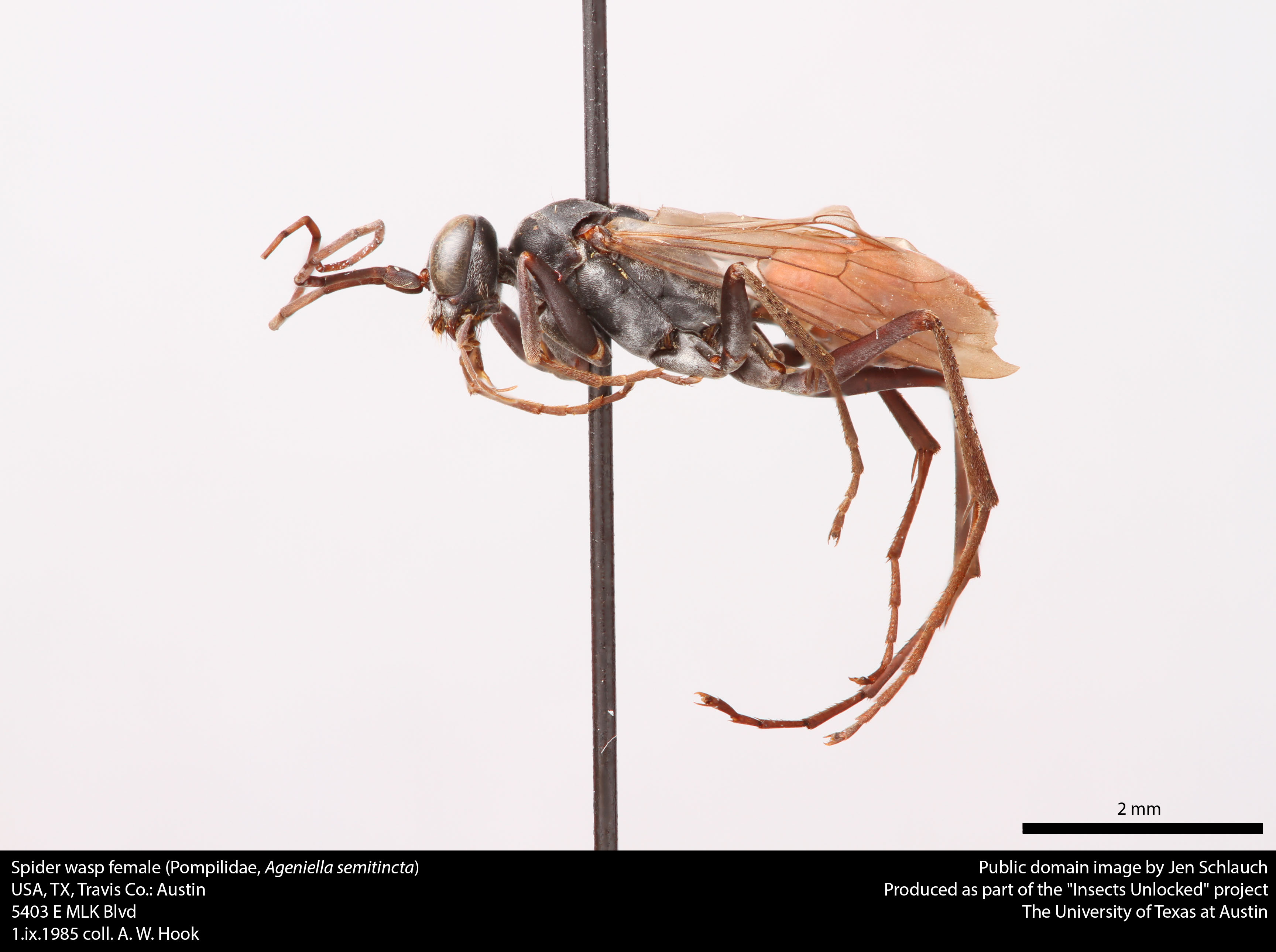
A. semitincta (hembra)
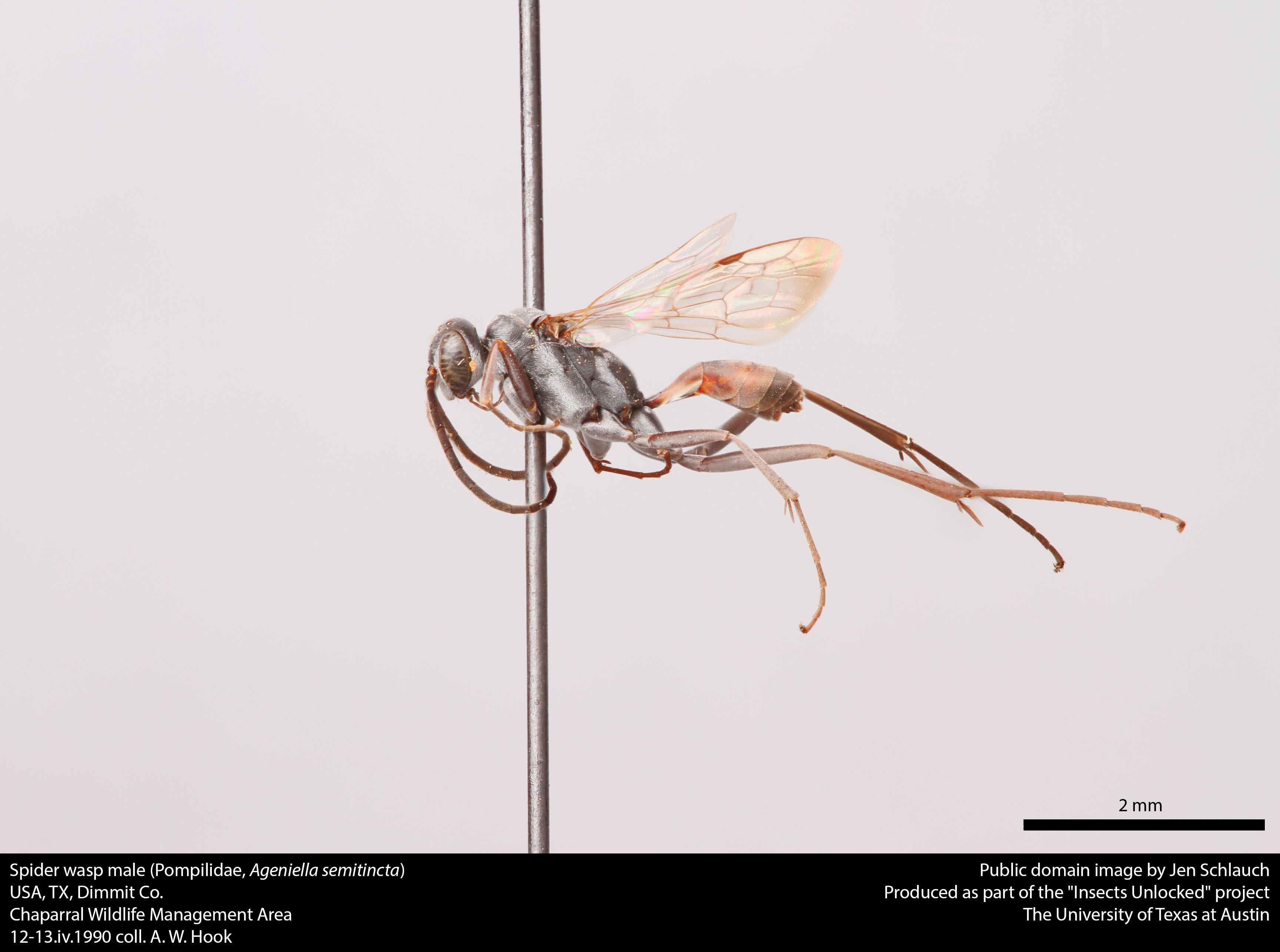
A. semitincta (macho)
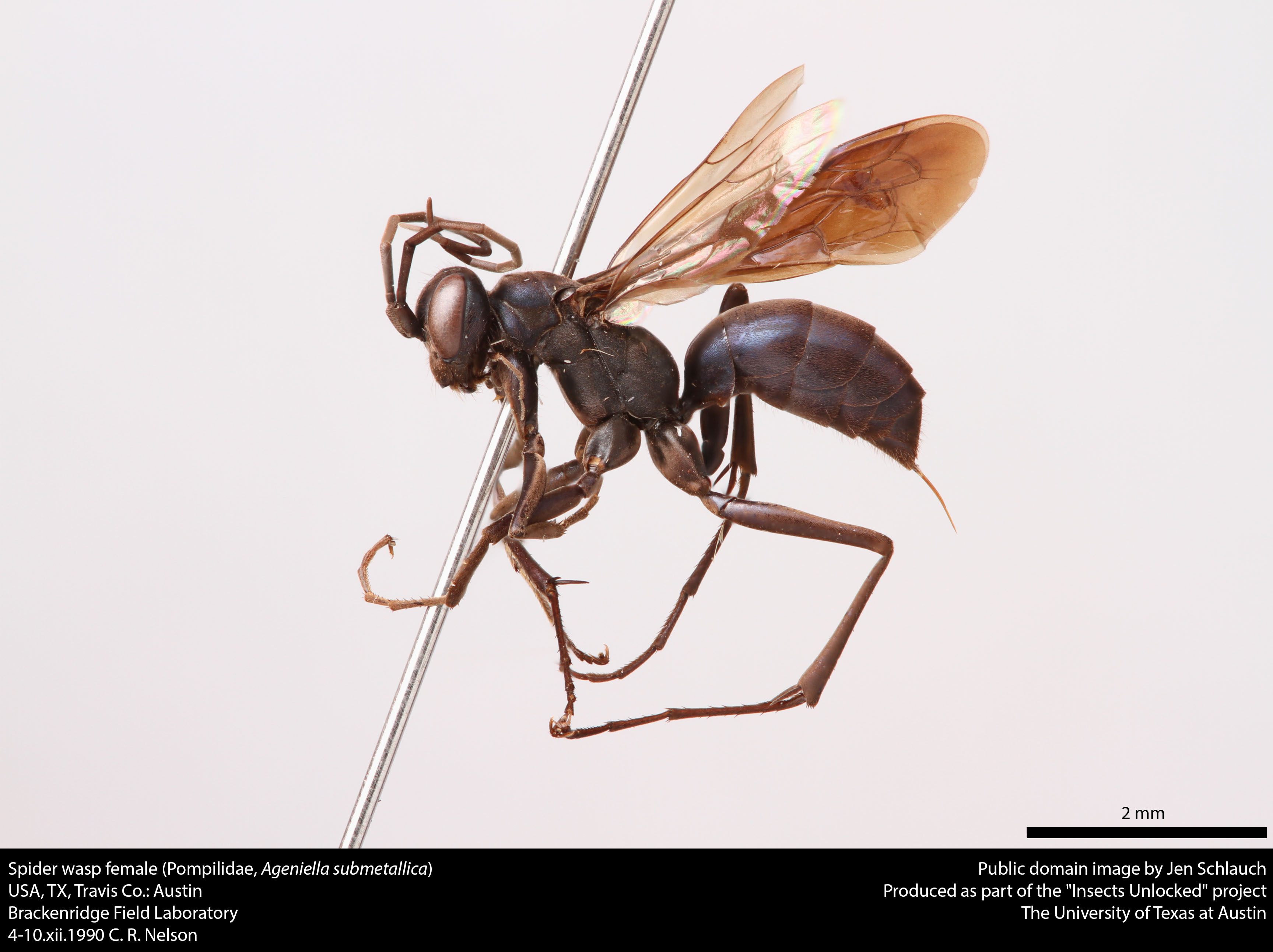
A. submetallica (hembra)
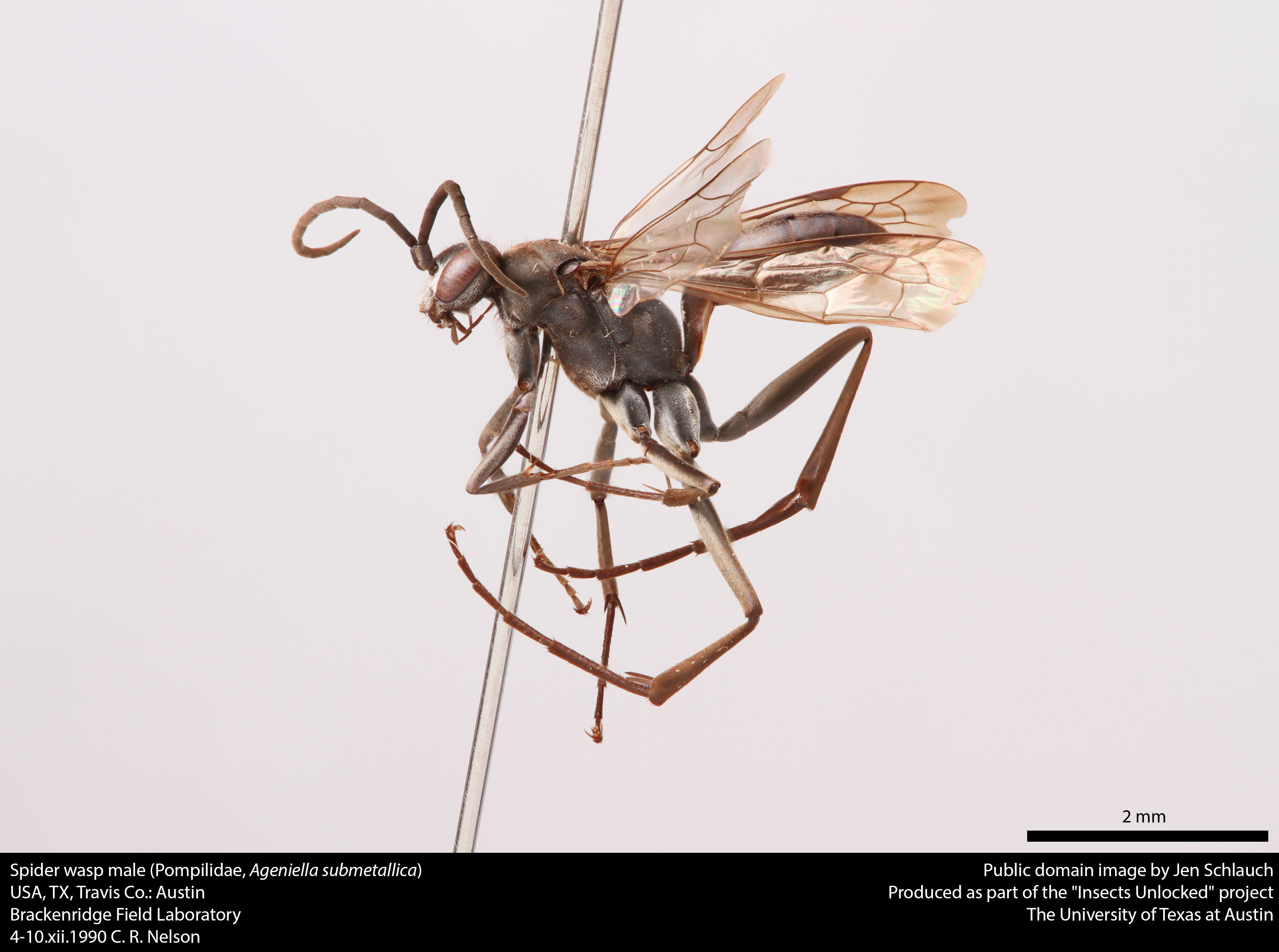
A. submetallica (macho)
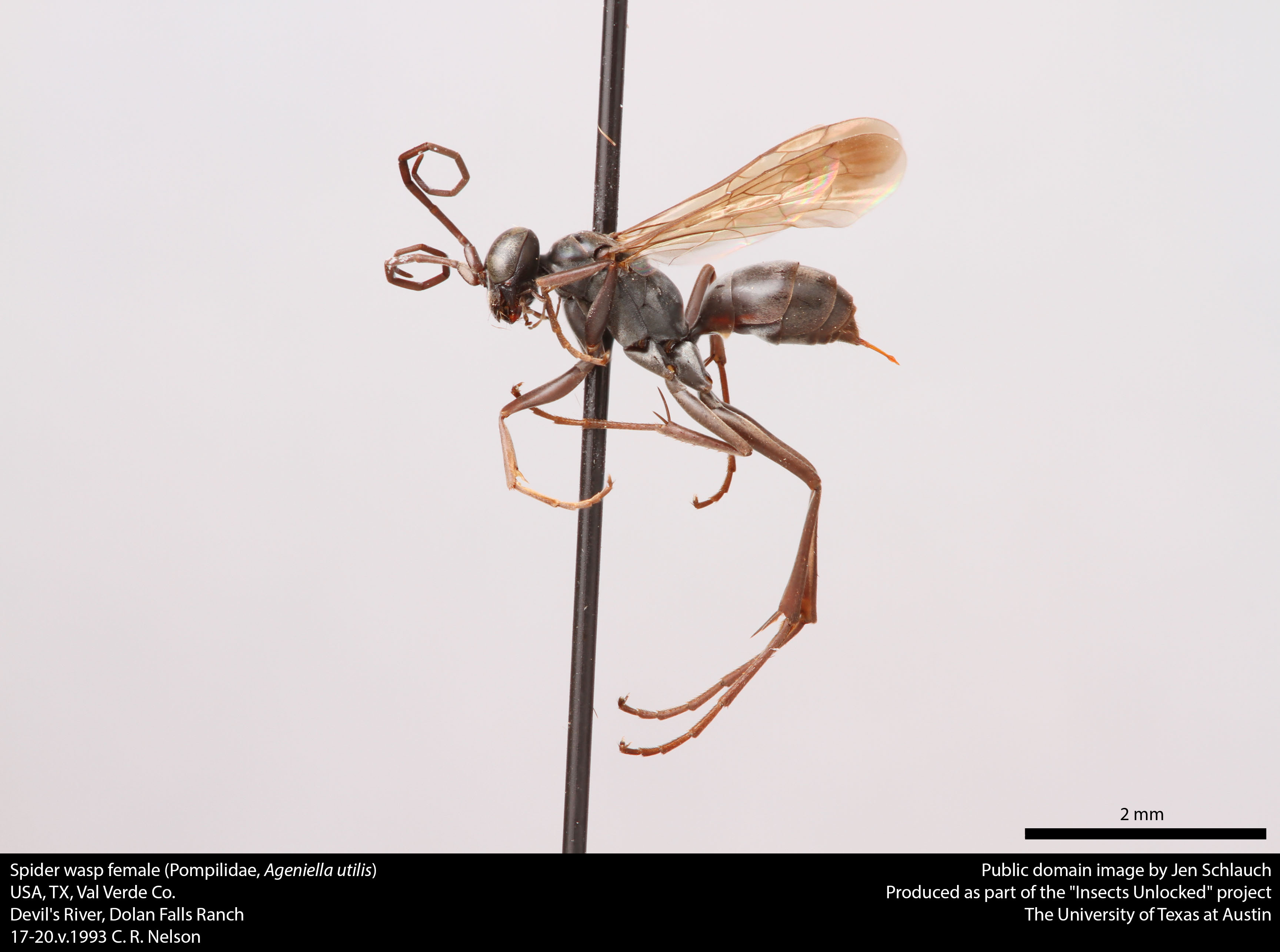
A. utilis (hembra)
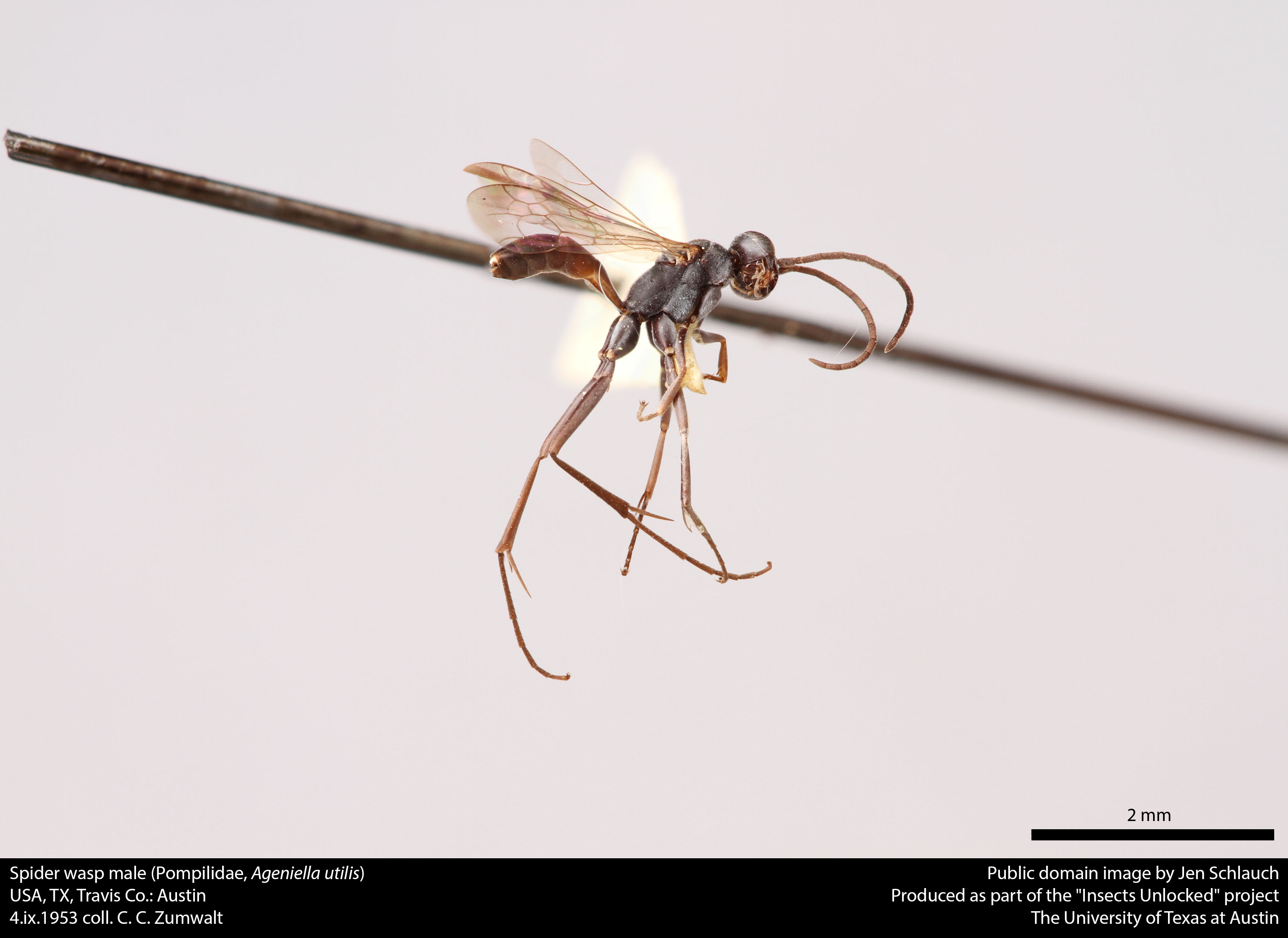
A. utilis (macho)